# Hồ bơi vô cực

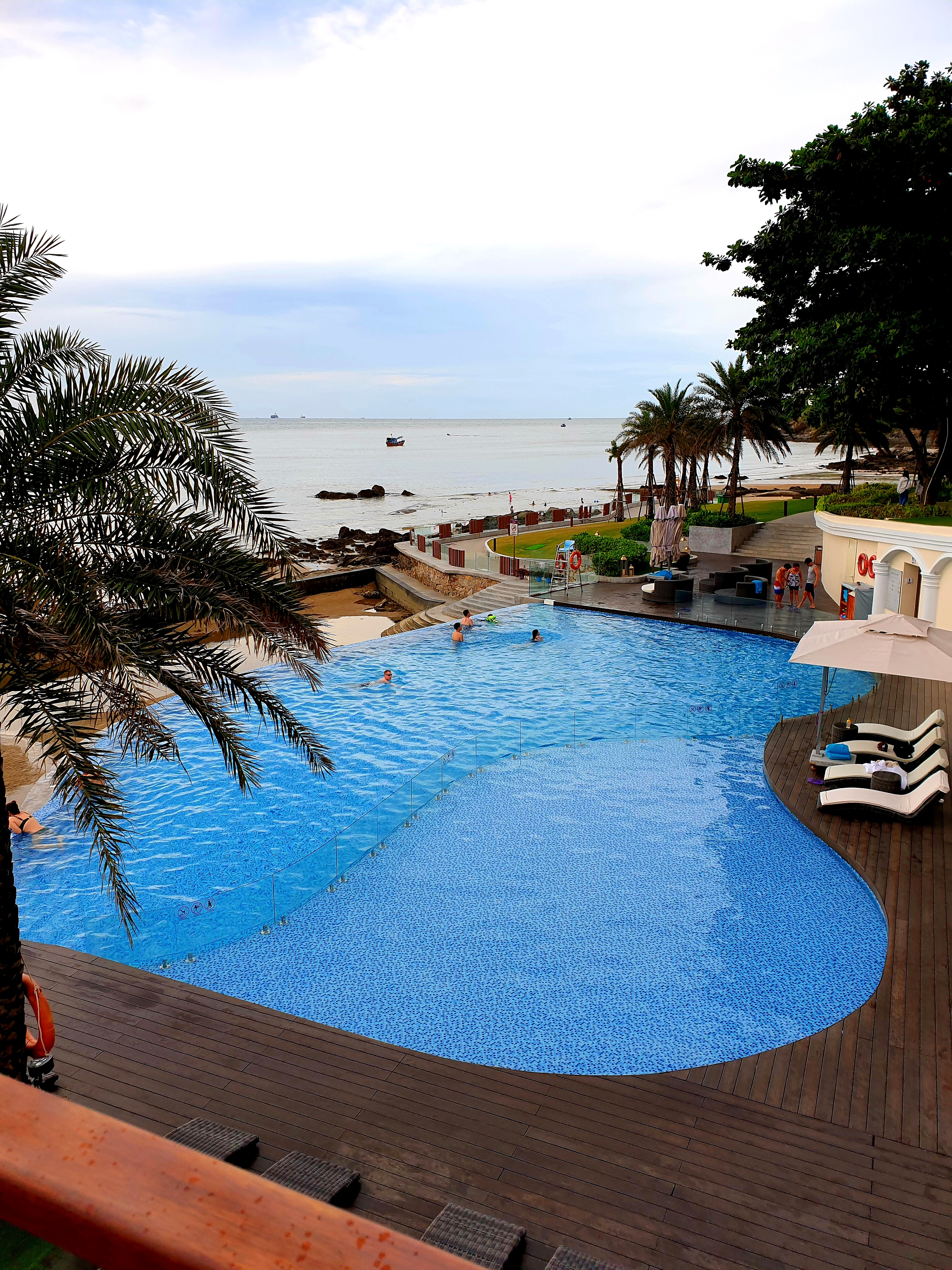
Hồ bơi vô cực tại khách sạn Lan Rừng ở thành phố Vũng Tàu

Hồ bơi vô cực hay Bể bơi vô cực (Infinity pool) còn được gọi là Bể tràn cạnh (Infinity edge pool) hay Bể không cạnh (Zero edge pool), Bể tràn (Overflow pool) hoặc Hồ bơi tràn (Spillover pool) là hồ bơi được thiết kế tạo cảm giác hình ảnh hồ nước dường như kéo dài tới tận vô cực. Mẫu hồ bơi này được xây dựng mô phỏng theo hình ảnh dòng nước kéo dài bất tận, nơi dòng nước chảy qua một hoặc nhiều cạnh, tạo ra hiệu ứng hình ảnh về nước không có ranh giới. Đặc điểm chung là thiết kế tràn bờ, giúp ranh giới giữa thiên nhiên và nhân tạo bị xóa nhòa. Đa phần các bể bơi bơi vô cực thường được thiết kế trên cao, có khung cảnh hướng ra biển, sông, núi để đạt hiệu quả thẩm mỹ cao.. Chúng thường được thiết kế sao cho rìa dường như hòa vào một vùng nước lớn hơn như đại dương hoặc với bầu trời và có thể nhìn ra các vị trí như cảnh quan thiên nhiên và cảnh quan thành phố, hồ bơi vô cực thấy ở các khách sạn, khu nghỉ dưỡng, khu bất động sản cao cấp và những nơi sang trọng khác.
Ý tưởng hồ bơi vô cực được cho là bắt nguồn từ Bali (Indonesia), nơi có những cánh đồng lúa ngút tầm mắt trải dài tới tận đường chân trời, được người địa phương gọi là Sawah. Hồ bơi vô cực cũng là một xu hướng mới đại diện cho sự hiện đại, xa hoa hiện nay. Nó cũng được xem là một trong những phát hiện đặc sắc nhất, mang tính đột phá về mặt thiết kế đồng thời mang vẻ đẹp tinh tế, thẩm mỹ cao phá vỡ mọi giới hạn về tầm nhìn và không gian. Hồ bơi vô cực đã làm nên tên tuổi cho nhiều công trình kiến trúc, tiêu biểu có thể kể tới khách sạn hạng sang Marina Bay Sands (Singapore) với hồ bơi vô cực trên tầng mái lớn nhất thế giới, hồ bơi thiên đường Paradise Pool (Maldives) chạy dài ra sát biển, hồ bơi khách sạn Mahal (Thổ Nhĩ Kỳ) như tấm gương trong soi bóng bầu trời hay những kỳ quan mặt nước có thể tìm thấy tại khu nghỉ dưỡng vườn treo Ubud Hanging Gardens (Bali, Indonesia) hay Holiday Inn Shanghai (Thượng Hải, Trung Quốc). Ở Việt Nam cũng có những hồ bơi tràn vô cực Lasenta Boutique, Rock Water Bay, Sol Bunglow, bể bơi vô cực Tam Đảo, ở Đà Nẵng, Vũng Tàu.